# Kokrajhar (stad)
Kokrajhar is een stad en gemeente in het district Kokrajhar van de Indiase staat Assam. 

## Demografie
Volgens de Indiase volkstelling van 2001 wonen er 31.152 mensen in Kokrajhar, waarvan 52% mannelijk en 48% vrouwelijk is. De plaats heeft een alfabetiseringsgraad van 79%. 